# Ditrichophora cana
Ditrichophora cana är en tvåvingeart som beskrevs av Cresson 1940. Ditrichophora cana ingår i släktet Ditrichophora och familjen vattenflugor. Inga underarter finns listade i Catalogue of Life.